# Camptoplites diaphanus
Camptoplites diaphanus is een mosdiertjessoort uit de familie van de Bugulidae. De wetenschappelijke naam van de soort is voor het eerst geldig gepubliceerd in 2002 door Gontar.